# Heimerzheim
Heimerzheim [ˈhaɪ̯ˑmətsaɪ̯m] ist mit rund 6600 Einwohnern die größte Ortschaft in der Gemeinde Swisttal im Rhein-Sieg-Kreis in Nordrhein-Westfalen.

## Geographie
Heimerzheim liegt etwa in der Mitte des Dreiecks zwischen Bonn, Euskirchen und Brühl. Die unmittelbaren Nachbardörfer sind nach Süden Dünstekoven, nach Westen Neukirchen, Müggenhausen und Straßfeld und nach Norden Metternich. Richtung Osten folgen in etwa 8 km Entfernung die Vorgebirgsdörfer.
Das Dorf liegt an der Westkante der Ville am nordwestlichen Rand des Kottenforstes. Durch den Ort fließt in einem weitgehend künstlich gestalteten Bett die Swist. Westlich der Swist befinden sich sehr fruchtbare Böden der Jülich-Zülpicher Börde, die intensiv landwirtschaftlich genutzt werden. Richtung Osten wird die Landschaft vor allem durch Wald geprägt. Der höchstgelegene Punkt befindet sich im Bereich der römischen Wasserleitung im Kottenforst, der niedrigste bei Burg Kriegshoven.
Bemerkenswert ist der Swistsprung. Es handelt sich dabei um eine geologische Störung, die entlang des Hangs durch den Ort verläuft. Der Swistsprung bildet die Grenze zwischen zwei Schollen der Niederrheinischen Bucht. Entlang dieser Störung finden Setzungen statt, die durch den Braunkohlenabbau und die damit verbundenen Sümpfungsmaßnahmen im Rheinischen Braunkohlenrevier erheblich beschleunigt werden. Der Swistsprung ist Ursache für zahlreiche Bauschäden und nicht bebaubare Grundstücke in Heimerzheim.

## Geschichte
Erstmals urkundlich erwähnt wurde Heimerzheim im Jahr 1074, seine Güter und Ländereien gehörten zum St.-Kunibert-Stift in Köln. Unter den Besitztümern des Stiftes waren die Grundstücke zu Heimerzheim die bedeutendsten, die seinen Reichtum mehrten. In der ersten Hälfte des 15. Jahrhunderts übten die Besitzer von sechs Bauernhöfen zusammen mit einem Vertreter des Stiftes die gerichtliche Herrschaft über die „Herrlichkeit Heimerzheim“ aus. Diese sechs Höfe sind auf dem Wappen von Heimerzheim symbolisch dargestellt. Unter den Höfen war der Fronhof herausragend, da in ihm die Gerichtsverhandlungen stattfanden. Ab Mitte des 14. Jahrhunderts besaß das Fronhofsgericht einen eigenen Gerichtsbezirk. Der Hof existierte bis in die frühen 1980er Jahre, dann wurden die Stallungen und Nutzgebäude abgerissen. Im ehemaligen Hauptgebäude befindet sich heute die Fronhof-Apotheke.
Im Mittelalter befanden sich auf dem Gebiet der Gemarkung Heimerzheim die Siedlungen Hessekoven im Kottenforst und Uhlshoven südwestlich des Dorfes. Von beiden ist heute außer den Flurnamen und dem Uhlshover Graben nichts mehr zu erkennen.
Mitte des 19. Jahrhunderts bis zum Zweiten Weltkrieg existierte eine jüdische Glaubensgemeinschaft im Ort. Die frühere Judengasse – eine schmale Straße zwischen Kirchstraße und Hauptstraße (heute Kölner Straße) – wurde nach dem Krieg bebaut. Ein Teil des jüdischen Friedhofes ist erhalten geblieben und befindet sich am Dornbuschweg. Seit dem Ende des 19. Jahrhunderts betrieben Franziskanerinnen zu Olpe eine Entbindungsstation und ein Krankenhaus (Altes Kloster Heimerzheim) in der Kölner Straße.
Anfang des 20. Jahrhunderts sollte die Bahnstrecke Liblar–Rech an Heimerzheim vorbeiführen. Für Heimerzheim war im Bereich der heutigen Autobahnauffahrt ein Bahnhof vorgesehen; so trug auch die heutige Weststraße bis 1969 den Namen Bahnhofstraße. Die Bauten waren bis zu den Fundamenten des Bahnhofsgebäudes und eine Personenunterführung fortgeschritten. Auch Schienen lagen schon etwa bis Ollheim, bevor 1924 die Arbeiten eingestellt wurden.
Während des Zweiten Weltkriegs befanden sich zwei Kriegsflughäfen in der Nähe, einer zwischen Straßfeld und Ollheim, der andere bei Dünstekoven. Aufgrund dieser Tatsache und der strategisch günstigen Lage am Rand des Vorgebirges bzw. der Ville geriet Heimerzheim gegen Ende des Krieges immer mehr ins Visier alliierter Kampfflieger. Um die Alliierten am Einmarsch nach Bonn zu hindern, wurde die Festung Heimerzheim mit ca. 40 km Schützengräben umgeben und zahlreiche Geschütze aufgestellt. Am 3. März 1945 warfen Flieger Bombenteppiche auf Heimerzheim ab und zerstörten große Teile des Ortes. Der Angriff kostete 180 Menschen das Leben, darunter waren Dorfbewohner, Flüchtlinge und Soldaten. 1959 wurde zum Gedenken an die bei dem Luftangriff ums Leben gekommenen Bürger und die in diesem Gebiet gefallenen Soldaten ein Ehrenfriedhof errichtet.
Nach dem Zweiten Weltkrieg bis in die 1980er Jahre wuchs das Dorf stark von etwa 1500 auf über 6000 Einwohner. Am 1. August 1969 verlor die Gemeinde Heimerzheim, zu der auch das Dorf Dünstekoven gehörte, im Zuge der kommunalen Neuordnung mit dem Bonn-Gesetz ihre Selbstständigkeit. Heimerzheim und Dünstekoven wurden in die neu entstandene Gemeinde Swisttal eingegliedert.
1961, 1984 und im Juli 2021 ereigneten sich starke Hochwasser der Swist. Dabei wurden große Teile des Ortszentrums teilweise meterhoch überflutet.
Am 11. August 1986 verübte die linksterroristische Gruppe Kämpfende Einheit Crespa Cepa Gallende einen Sprengstoffanschlag auf einen Antennenmast der Kaserne des Bundesgrenzschutzes in Heimerzheim. Die Täter wurden kurz darauf von der lokalen Polizei gefasst und später verurteilt.
Gegenwärtiger Ortsvorsteher von Heimerzheim ist Hermann Menth (parteilos).

## Kultur und Sehenswürdigkeiten

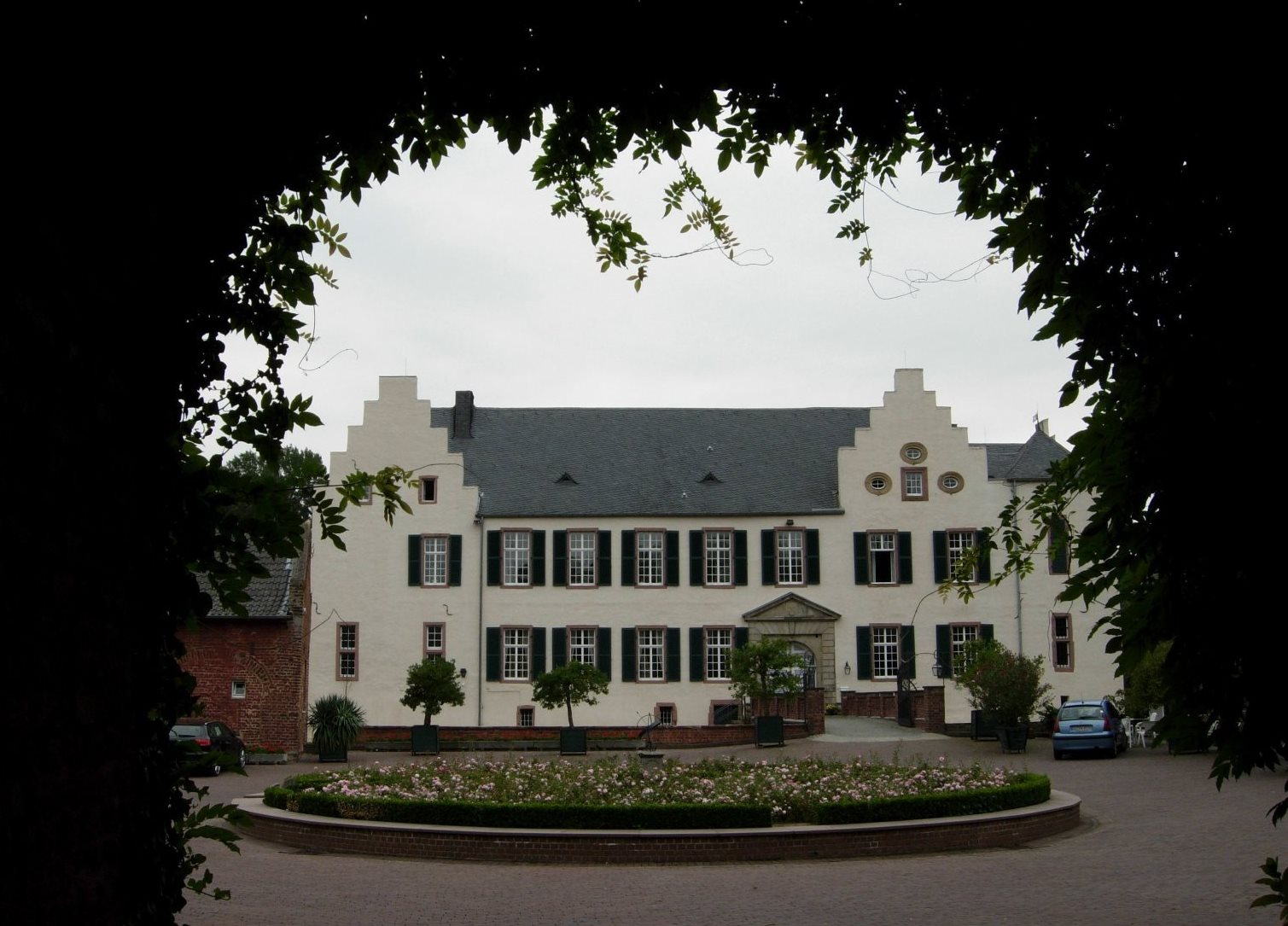
Herrenhaus der Burg Heimerzheim

Der Ort hat zwei Wasserburgen, im Norden Burg Kriegshoven und im Süden Burg Heimerzheim; beide sind in Familienbesitz.
Der Eiserne Mann ist eine geheimnisumrankte Stele aus Eisen, die um 1625 im Kottenforst zwischen Heimerzheim und Alfter vermutlich als Grenzzeichen errichtet wurde.
Die römische Eifelwasserleitung bildet seit dem Mittelalter die Grenze zwischen Heimerzheim und den Nachbardörfern Alfter, Gielsdorf und Oedekoven auf der anderen Seite des Kottenforstes. Ihr Aufbruchgraben ist bis heute im Wald gut zu erkennen und kann entlang des Römerkanal-Wanderweges besichtigt werden.
Heimerzheim hat ein reges Vereinsleben; neben dem Karneval und Rosenmontagszug ist ein dörflicher Höhepunkt das Schützenfest, das jährlich am ersten Wochenende im Juli stattfindet.

## Kirchen

### Katholische Kirche Sankt Kunibert

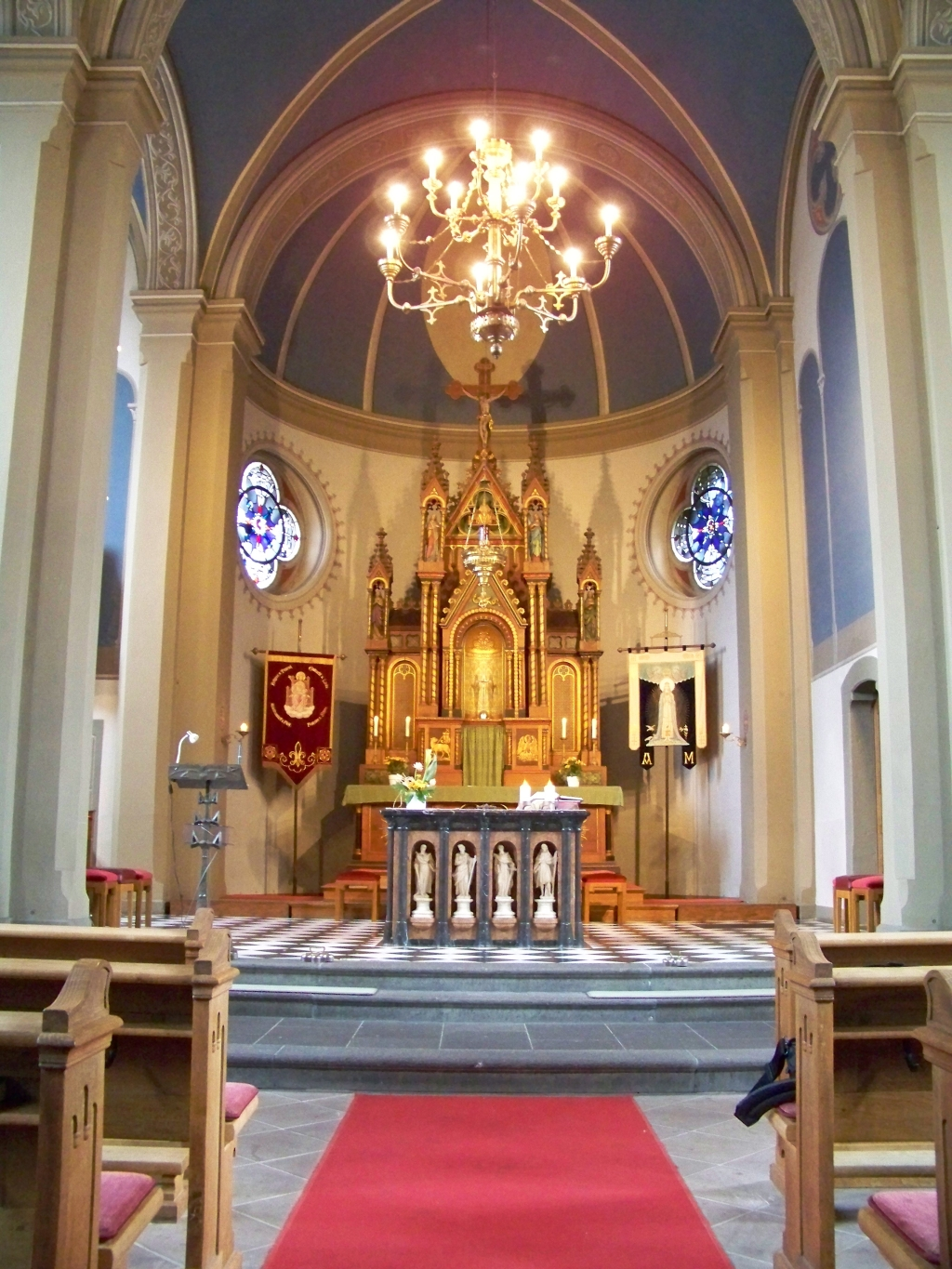
St. Kunibert Heimerzheim

Die Pfarrgemeinde Sankt Kunibert Heimerzheim gehört zum Pfarrverband Swisttal, dieser zum Erzbistum Köln.
Erstmals erwähnt wurde die Pfarrkirche in Dokumenten aus dem Jahr 1074. Im Jahre 1846 wurde die alte Pfarrkirche aufgrund des schlechten Zustandes abgerissen und neu gebaut. Das im Rundbogenstil erbaute Gebäude wurde von dem Kölner Dombaumeister Ernst Friedrich Zwirner entworfen, ab 1846/47 errichtet und 1853 geweiht. Sein Markenzeichen ist der dreigeschossige Turm an der Westseite, der auch weit außerhalb des Dorfes noch sichtbar ist. Während eines Luftangriffes gegen Ende des Zweiten Weltkrieges wurde die Pfarrkirche im März 1945 schwer beschädigt. Erst Jahre später wurde sie wieder aufgebaut.

### Evangelische Maria-Magdalena-Kirche
Die Evangelische Kirchengemeinde Swisttal gehört zum Kirchenkreis Bad Godesberg-Voreifel der Evangelischen Kirche im Rheinland. Das ehemalige Gemeindezentrum am Sebastianusweg wurde Anfang der 1990er Jahre erheblich erweitert und ein Kirchturm errichtet. Im Zuge dessen erhielt es den Namen Maria-Magdalena-Kirche.

### Freikirche
Die Evangelische Freikirche Heimerzheim hat ihren Sitz auf dem Höhenring 191.

## Schulen

### Swistbachschule
Die Swistbachschule trug früher den Namen Gemeinschaftsgrundschule Heimerzheim. Im 19. Jahrhundert war die Grundschule in einem Gebäude unmittelbar neben der katholischen Kirche untergebracht. Ende des 19. Jahrhunderts wurde das neue Schulgebäude auf der anderen Seite der Swist gebaut. Dieses wurde in den 1950er- und 1970er-Jahren erheblich erweitert, im Jahr 2013 sollte eine Mensa gebaut werden.

### Gesamtschule Swisttal
Die Gesamtschule in Heimerzheim heißt seit dem Schuljahr 2021/22 offiziell Gesamtschule Swisttal. Sie verfügt über einen eigenen Sport- und Musikzweig und wird auch von Schülern aus vielen umliegenden Orten besucht. Das Schulgelände besteht aus einem Hauptgebäude von 1974 mit Aula, darüber hinaus aus zwei Sporthallen und einem Lehrschwimmbad. Es wurde 2010 um eine Mensa erweitert. Hierzu wurde ein eigenes Gebäude errichtet, da es wegen des „Swistsprungs“ nicht als Anbau ausgeführt werden konnte.

## Wirtschaft und Institutionen
Im Süden von Heimerzheim besteht seit 1975 ein ausgedehntes Gelände der Bundespolizei. Auf dem Gelände befinden sich das Bundespolizeiaus- und -fortbildungszentrum Swisttal und Teile des IKTZ der Bundespolizei. Seit einer Erweiterung im Jahr 1982 ist dort auch die Akademie für Verfassungsschutz angesiedelt. Sie dient dem Bundesamt für Verfassungsschutz, dem Militärischen Abschirmdienst und den Landesbehörden für Verfassungsschutz als Ausbildungsstätte.
Das Wehrwissenschaftliche Institut für Werk- und Betriebsstoffe (WIWeB), früher Bundesinstitut für Chemisch-Technische Untersuchungen (BICT), unterhielt bis 2009 ein Versuchs- und Forschungsgelände am Großen Cent im Wald östlich des Dorfes. Der Standort wurde aufgegeben, die Gebäude und Einrichtungen verfallen. Zurzeit wird es sporadisch durch die Bundespolizei zu Ausbildungszwecken genutzt.
Heimerzheim verfügt über ein Gewerbegebiet im Nordosten des Ortes, mehrere Lebensmitteldiscounter und Einzelhandelsgeschäfte.

## Verkehrsanbindung
Heimerzheim hat eine eigene Anschlussstelle (Swisttal-Heimerzheim) an der A 61 und ist mit dem Auto gut erreichbar.
Es existieren Busverbindungen nach Bonn (Linie 845), Rheinbach und Bornheim (Linie 817), Euskirchen (Linie 806) und Weilerswist (Linie 986) als Teil des öffentlichen Nahverkehrs im Verkehrsverbund Rhein-Sieg.

## Persönlichkeiten

### Söhne und Töchter der Stadt
- Hermann-Josef Freiherr von Boeselager (1913–1963), Land- und Forstwirt sowie Politiker der CDU
- Philipp Freiherr von Boeselager (1917–2008), Offizier und Widerstandskämpfer, geboren auf Burg Heimerzheim
- Michael Prinz zu Salm-Salm (* 1953), Unternehmer und Grundbesitzer

### Persönlichkeiten, die in Heimerzheim gewirkt haben
- Georg Freiherr von Boeselager (1915–1944), Offizier und Widerstandskämpfer, lebte auf Burg Heimerzheim.
- Ilka von Boeselager (* 1944), CDU-Politikerin und Landtagsabgeordnete, lebt auf Burg Heimerzheim.
- Helmuth Prieß (1939–2012), Offizier, Mitbegründer des Arbeitskreises Darmstädter Signal, Politiker (SPD), wohnte in Heimerzheim.
- Klaus-Peter Stieglitz (* 1947), Generalleutnant a. D. der Luftwaffe der Bundeswehr und 13. Inspekteur der Luftwaffe, wohnt in Heimerzheim.
- Bert Wollersheim (* 1951), Bordellbesitzer